# Немања Обрић
Немања Обрић (Станишић, Сомбор, 15. априла 1984) некадашњи је српски фудбалер.

## Каријера
Своје прве фудбалске кораке је направио у родном Станишићу, где је наступао за истоимени локални клуб, а потом постао члан сомборског Радничког. Касније је маступао за млађе селекције београдске Црвене звезде. Због болести је прекинуо бављење фудбалом, да би му се три године касније поново посветио и своју сениорску каријеру започео у матичном Станишићу. Након игара за Врбас, суботички Спартак, апатинску Младост и мађарски Капошвар, Обрић се лета 2009. године вратио у Црвену звезду, са којом је потписао трогодишњи уговор.
Након раскида уговора са Црвеном звездом, поново је отишао у иностранство, те је наступао у Мађарској, Саудијској Арабији и Индонезији. У периоду од 2016. до 2018. наступао је за матични Станишић, а потом и за новоосновано удружење Станишић 1920.
Након завршетка играчке каријере кратко се опробао и као тренер новог фудбалског клуба из његовог родног места Станишић 1920 који се тад такмичио у последњем рангу српског фудбала.